# Boter
Un boter era un menestral que tenia l'ofici de fer bótes, tines, tonells i altres contenidors destinats a contenir líquids, especialment vi, o pesca salada.
Al segle xiii ja hi havia una confraria de boters a Barcelona, i a mitjan segle xv n'hi havia vint-i-un. Hi havia boters a totes les ciutats i viles, com ara a Girona, Lleida i Puigcerdà. El 1880, una vegada ja abolides les confraries, l'expansió de la indústria botera i l'exportació de vins, es constituí a Vilafranca del Penedès una societat de boters que arribà a mil associats el 1883, i fou la més important dels Països Catalans. Al Principat, el 1906, encara treballaven 260 obradors de boter.
A Mallorca, les ordenances més antigues de la confraria dels boters són de 1441. Els boters treballaven al barri mariner, entorn de la Llonja i la Drassana, sobretot al carrer dit «carrer de la Boteria» (nom documentat el segle xv i encara ara); per aquest motiu, tenien la sala al carrer de la Marina (actualment avinguda d'Antoni Maura) i la seva església de referència era la de Sant Joan de Malta, on veneraven el seu patró, sant Joan Baptista. A més, els boters de Mallorca veneraven el seu propi santcrist, el Sant Crist dels Boters, guardat també a Sant Joan de Malta i que actualment surt a la processó del Dilluns Sant amb la Confraria Creuada de l'Amor Diví. L'escut de la confraria consistia en una bota entre una aixa i un repols. Pel que fa a la Part Forana, el 1596 els boters d'Inca se separaren dels de la ciutat i formaren una confraria amb els fusters i els picapedrers, mentre que a Manacor també consta que existí una confraria de boters.
És un dels oficis exposats al Museu del Traginer d'Igualada.